# Martyngał (rachunek prawdopodobieństwa)

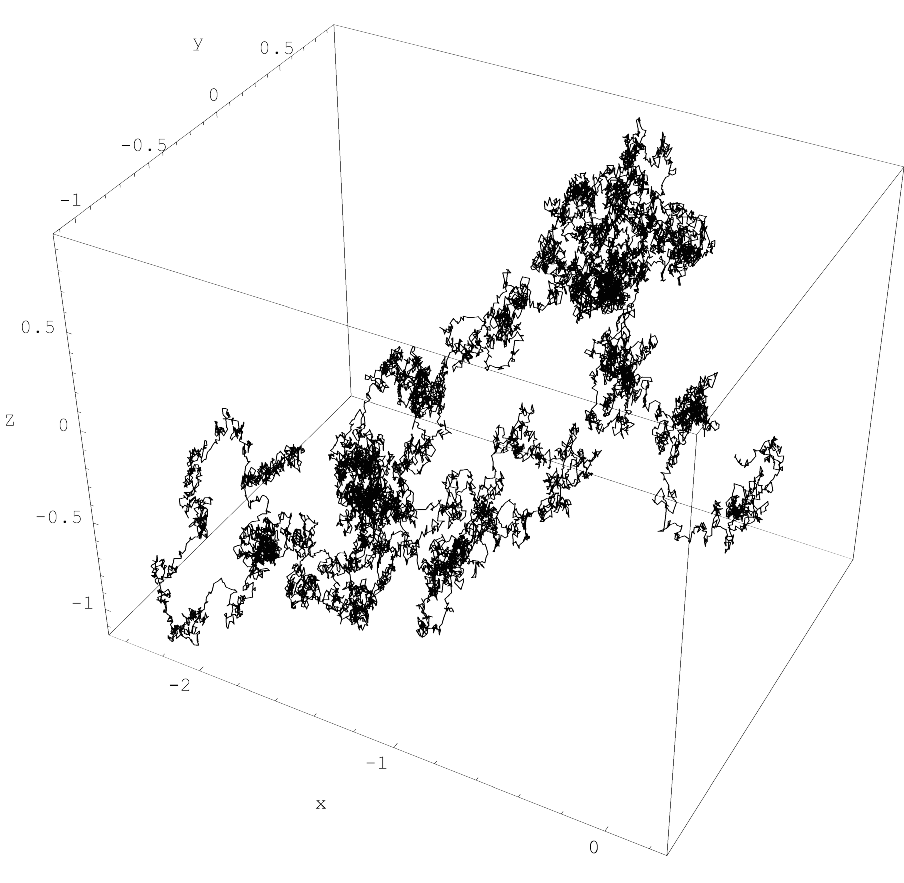
Trójwymiarowy proces Wienera jest przykładem martyngału

Martyngał – proces stochastyczny (ciąg zmiennych losowych), w którym warunkowa wartość oczekiwana zmiennej w momencie {\displaystyle t,} gdy znamy wartości do jakiegoś wcześniejszego momentu {\displaystyle s,} jest równa wartości w momencie {\displaystyle s.}

## Historia
Pierwotnie termin martyngały oznaczał pewne strategie grania w gry hazardowe w XVIII-wiecznej Francji. Najprostsza z takich strategii stosuje się do gry polegającej na obstawianiu rzutu monetą, gdy odgadnięcie wyniku daje wygraną równą postawionej stawce. Strategia polega na podwajaniu stawki po każdej przegranej, tak że pierwsza wygrana pokrywa wszystkie straty i daje wygraną równą pierwotnej stawce. Ta strategia pozwala wygrać z prawdopodobieństwem równym 1, ale tylko przy założeniu że obstawiający ma nieograniczone zasoby pieniędzy. W praktyce wykładniczy wzrost stawek bardzo szybko doprowadziłby tak obstawiającą osobę do bankructwa.
Pojęcie martyngału wprowadził do teorii prawdopodobieństwa Paul Pierre Lévy, a teorię rozwinął Joseph Leo Doob. Jedną z motywacji powstania tej teorii było pokazanie niemożliwości istnienia wygrywających strategii w grach hazardowych.

## Definicje formalne
W przypadku dyskretnym, martyngał to dyskretny proces stochastyczny {\displaystyle X_{1},X_{2},X_{3},\dots } spełniający dla wszystkich {\displaystyle n} warunki:
{\displaystyle \mathbb {E} |X_{n}|<\infty ,}
{\displaystyle \mathbb {E} \left(X_{n+1}\mid X_{1},\dots ,X_{n}\right)=X_{n}.}
Ogólniej, ciąg {\displaystyle Y_{1},Y_{2},Y_{3},\dots } jest martyngałem w stosunku do ciągu {\displaystyle X_{1},X_{2},X_{3},\dots } jeśli dla wszystkich {\displaystyle n} spełnia warunki:
{\displaystyle \mathbb {E} |Y_{n}|<\infty ,}
{\displaystyle \mathbb {E} (Y_{n+1}\mid X_{1},\dots ,X_{n})=Y_{n}.}
Podobnie w przypadku ciągłym, ciągłym martyngałem w stosunku do procesu {\displaystyle X_{t}} jest proces stochastyczny {\displaystyle Y_{t}} taki że dla dowolnego {\displaystyle t{:}}
{\displaystyle \mathbb {E} |Y_{t}|<\infty }
{\displaystyle \mathbb {E} \left(Y_{t}\mid \{X_{\tau },\tau \leqslant s\}\right)=Y_{s}} dla dowolnego {\displaystyle s\leqslant t.}
Oznacza to że wartość oczekiwana wyniku w momencie {\displaystyle t,} jeśli znamy wartości do momentu {\displaystyle s,} jest równa zmierzonej wartości w momencie {\displaystyle s} (o ile {\displaystyle s\leqslant t}).
W pełnej ogólności, martyngałem względem filtracji jest para {\displaystyle \left(\{Y_{t}\},\{{\mathcal {F}}_{t}\}\right)} taka, że
- {\displaystyle (\Omega ,{\mathcal {F}},\mathbb {P} )} jest przestrzenią probabilistyczną;
- {\displaystyle \{Y_{t}\}} jest procesem stochastycznym adaptowanym do filtracji {\displaystyle \{{\mathcal {F}}_{t}\}} (czyli {\displaystyle Y_{t}} jest {\displaystyle {\mathcal {F}}_{t}}-mierzalne dla wszystkich {\displaystyle t});
- {\displaystyle \mathbb {E} |Y_{t}|<\infty } dla wszystkich {\displaystyle t;}
- {\displaystyle \mathbb {E} \left([Y_{t}-Y_{s}]\chi _{F}\right)=0} dla wszystkich {\displaystyle F\in {\mathcal {F}}_{s},} gdzie {\displaystyle \chi _{F}} oznacza funkcję charakterystyczną zbioru {\displaystyle F.}

## Przykłady martyngałów
- Niech {\displaystyle X_{n}} będzie majątkiem gracza po rzuceniu {\displaystyle n} razy symetryczną monetą, jeśli gracz wygrywa 1 $ za każdego wyrzuconego orła i traci 1 $ za każdą wyrzuconą reszkę. Wartość oczekiwana majątku gracza w dowolnym momencie jest równa ostatniej znanej nam wartości tego majątku, a więc jest martyngałem.

- Niech {\displaystyle Y_{n}=X_{n}^{2}-n,} gdzie {\displaystyle X_{n}} jest majątkiem gracza z poprzedniego przykładu. Ciąg {\displaystyle \{Y_{n}\}_{n}} jest martyngałem. Można to wykorzystać do pokazania że oczekiwana wartość odchylenia od zera jest równa pierwiastkowi z liczby wykonanych rzutów.

- (Martyngał de Moivre’a) Załóżmy, że moneta którą rzuca gracz z pierwszego przykładu jest „sfałszowana”, tak że orzeł wypada z prawdopodobieństwem {\displaystyle p,} a reszka z prawdopodobieństwem {\displaystyle q=1-p.} Wtedy {\displaystyle \{(q/p)^{X_{n}}\}_{n}} jest martyngałem w stosunku do {\displaystyle \{X_{n}\}_{n}.}

- (Urna Pólya). Urna zawiera początkowo {\displaystyle r} czerwonych i {\displaystyle b} niebieskich kul. W każdym kroku wyciągamy losową kulę, i zwracamy ją do urny dokładając jeszcze jedną kulę tego koloru jak wylosowana. Niech {\displaystyle X_{n}} oznacza liczbę czerwonych kul w urnie po {\displaystyle n} takich losowaniach i niech {\displaystyle Y_{n}=X_{n}/(n+r+b).} Wtedy ciąg {\displaystyle \{Y_{n}\}_{n}} jest martyngałem.

- Załóżmy, że każda ameba albo dzieli się na dwie ameby potomne (z prawdopodobieństwem {\displaystyle p}) albo umiera (z prawdopodobieństwem {\displaystyle 1-p}). Niech {\displaystyle X_{n}} oznacza liczbę ameb po {\displaystyle n} pokoleniach (w szczególności {\displaystyle X_{n}=0} jeśli populacja wymrze). Oznaczmy przez {\displaystyle r} prawdopodobieństwo że populacja kiedyś wymrze. Wtedy {\displaystyle \{r^{X_{n}}\}_{n}} jest martyngałem w stosunku do {\displaystyle \{X_{n}\}_{n}.}

## Podmartyngały i nadmartyngały
Dyskretny podmartyngał to ciąg {\displaystyle X_{1},X_{2},\dots } całkowalnych zmiennych losowych spełniający warunek
{\displaystyle \mathbb {E} (X_{n+1}\mid X_{1},\dots ,X_{n})\geqslant X_{n}.}
Analogicznie, nadmartyngał spełnia warunek
{\displaystyle \mathbb {E} (X_{n+1}\mid X_{1},\dots ,X_{n})\leqslant X_{n}.}
Ogólniejsze definicje martyngałów podane wcześniej można przekształcić w odpowiadające im definicje pod- i nadmartyngałów w identyczny sposób.

## Przykłady podmartyngałów i nadmartyngałów
- Każdy martyngał jest zarazem podmartyngałem oraz nadmartyngałem. Odwrotnie: każdy proces stochastyczny, który jest podmartyngałem i nadmartyngałem, jest martyngałem.
- Rozważmy ponownie gracza rzucającego monetą, gdy prawdopodobieństwo wyrzucenia orła wynosi {\displaystyle p{:}}
  - Jeśli {\displaystyle p} jest równe 1/2, gracz średnio nic nie zyskuje ani nie traci – jego majątek w funkcji czasu jest martyngałem.
  - Jeśli {\displaystyle p} jest mniejsze niż 1/2, gracz średnio częściej traci niż zyskuje – jego majątek w funkcji czasu jest nadmartyngałem.
  - Jeśli {\displaystyle p} jest większe niż 1/2, gracz średnio częściej zyskuje niż traci – jego majątek w funkcji czasu jest podmartyngałem.
- Dowolna funkcja wypukła określona na martyngale jest podmartyngałem (na podstawie nierówności Jensena). Przykładowo, kwadrat majątku gracza z pierwszego przykładu jest podmartyngałem (co wynika również z faktu że {\displaystyle X_{n}^{2}-n} jest martyngałem). Podobnie, każda funkcja wklęsła określona na martyngale jest nadmartyngałem.